# Liste der Nummer-eins-Hits in Belgien (1991)
Diese Liste enthält alle Nummer-eins-Hits in Belgien im Jahr 1991. Es gab in diesem Jahr 15 Nummer-eins-Singles.
| Singles |
| --- |
| - Enigma – Sadeness (Part I) - 4 Wochen (29. Dezember 1990 – 25. Januar 1991) - Vanilla Ice – Ice Ice Baby - 4 Wochen (26. Januar – 22. Februar) - Chris Isaak – Wicked Game - 3 Wochen (23. Februar – 15. März) - Seal – Crazy - 2 Wochen (16. März – 29. März) - Stevie B – Because I Love You - 2 Wochen (30. März – 12. April) - Roxette – Joyride - 6 Wochen (13. April – 24. Mai) - R.E.M. – Losing My Religion - 2 Wochen (25. Mai – 7. Juni) - Scorpions – Wind of Change - 1 Woche (8. Juni – 14. Juni) - Zucchero & Paul Young – Senza una donna - 3 Wochen (15. Juni – 5. Juli) - Crystal Waters – Gypsy Woman (La Da Dee La Da Da) - 5 Wochen (6. Juli – 9. August) - Bryan Adams – (Everything I Do) I Do It for You - 11 Wochen (10. August – 25. Oktober) - L. A. Style – James Brown Is Dead - 2 Wochen (26. Oktober – 8. November, insgesamt 3 Wochen) - Army of Lovers – Crucified - 2 Wochen (9. November – 22. November) - L. A. Style – James Brown Is Dead - 1 Woche (23. November – 29. November, insgesamt 3 Wochen) - Salt ’n’ Pepa – Let’s Talk About Sex - 2 Wochen (30. November – 13. Dezember) - Michael Jackson – Black or White - 5 Wochen (14. Dezember 1991 – 17. Januar 1992) |

Siehe auch: Nummer-eins-Hits 1991 in  Australien, Dänemark, Deutschland, Finnland, Frankreich, Irland, Italien, Japan, Kanada, Neuseeland, den Niederlanden, Norwegen, Österreich, Schweden, der Schweiz, Spanien, Ungarn, den Vereinigten Staaten und im Vereinigten Königreich.